# Phân họ Vịt
Phân họ Vịt hay phân họ Vịt mò, còn gọi là phân họ Vịt thật sự (danh pháp khoa học: Anatinae) là một phân họ của họ Anatidae (bao gồm các loài thiên nga, ngỗng, ngan và vịt). Nó tạo thành một nhóm gọi chung là vịt mò và moa-nalo, một dòng dõi trẻ nhưng với các đặc trưng phát sinh sau khi tách ra khỏi tổ tiên chung gần nhất khá cao, có nguồn gốc từ chúng.
Tình trạng hệ thống hóa và phân loại của nhóm vịt mò và những loài vịt nào thuộc về phân họ Anatinae còn nhiều tranh cãi. Như được hiểu tại đây, phân họ này chỉ chứa vịt mò và các họ hàng gần của chúng, là các loài moa-nalo đã tuyệt chủng. Theo kiểu khác, phân họ Anatinae nghĩa rộng được coi là chứa phần lớn các dạng "vịt" và nhóm vịt mò tạo thành tông Anatini trong phạm vi phân họ theo nghĩa rộng. Phân loại trong bài này phản ánh gần chính xác nhất sự không chắc chắn còn tồn đọng trong các mối liên hệ qua lại giữa các dòng dõi chính của họ Anatidae (thủy điểu).

## Hệ thống hóa và phân loại
Nhóm vịt mò, với sự phân bố toàn cầu, được xác định giới hạn theo nghiên cứu năm 1986 bao gồm 8 chi và khoảng 50-60 loài còn sinh tồn. Tuy nhiên, mòng két Salvadori gần như chắc chắn là có quan hệ gần gũi với vịt tai hồng, còn các chi khác có lẽ với sự xác định vị trí chưa được giải quyết trọn vẹn. Loài vịt cẩm thạch kỳ dị, trước đây được gán một cách không chắc chắn vào nhóm vịt mò, thực ra có lẽ chính xác hơn là thuộc về nhóm vịt lặn hay thậm chí là một phân họ khác biệt.
Nhóm vịt này được đặt tên như vậy là do các thành viên của nó tìm kiếm các loại thức ăn thực vật chủ yếu bằng cách lật úp trên mặt nước hay trên thảm cỏ và ít khi lặn. Chúng chủ yếu sống thành bầy đàn trong các môi trường nước ngọt, tới tận vùng cửa sông. Chúng bay khỏe và các loài ở phía bắc đa phần là những loài chim di trú. So sánh với các kiểu vịt khác, chân của chúng ở phía trước của cơ thể nhiều hơn, gần về phía giữa của cơ thể. Chúng đi lại tốt trên mặt đất và một số loài chỉ kiếm ăn trên mặt đất.
Các loài vịt mò này nói chung kiếm ăn trên mặt nước hay trên các đáy bùn đất rất nông. Chúng không được trang bị để lặn sâu xuống vài mét như các loài vịt lặn thật sự. Khác biệt cơ bản nhất giữa vịt mò và vịt lặn là kích thước chân. Chân của vịt mò nói chung nhỏ hơn do chúng không cần lực đẩy bổ sung để lặn nhằm tìm kiếm thức ăn.
Đặc trưng phân biệt khác của nhóm vịt mò khi so sánh với vịt lặn là cách thức chúng bay lên khi bị làm cho hoảng sợ hoặc khi chuyển động. Vịt mò có thể bay ngay lập tức từ mặt nước mà không cần đà (động lượng) còn vịt lặn cần phải thu được động lượng (có đà) để cất cánh, vì thế chúng phải bơi một khoảng ngắn trên mặt nước để có thể bay lên.

### Lịch sử phân loại
Theo truyền thống, phần lớn các loài vịt được gán vào một trong các nhóm như nhóm vịt khoang, vịt đậu cây, vịt mò hay vịt lặn; hai nhóm cuối cùng này coi như là tạo ra phân họ Anatinae. Tuy nhiên, nhóm vịt đậu cây hóa ra là tổ hợp cận ngành chứa nhiều loài thủy điểu vùng nhiệt đới đơn giản là đã tiến hóa để có khả năng đậu tốt trong các môi trường sống miền rừng của chúng. Một vài loài trong nhóm này, chẳng hạn như vịt Brasil, sau này đã được gán vào phân họ Anatinae.
Đối với các loài vịt lặn, các dữ liệu chuỗi mtDNA cytochrome b và NADH dehydrogenaza chỉ ra rằng chúng là tương đối xa đối với các loài vịt mò và sự tương tự hình thái chỉ là do tiến hóa hội tụ.
Ngoài ra, chi Anas theo định nghĩa truyền thống là không đơn ngành; một vài loài Nam Mỹ thuộc về nhánh khác biệt, có thể bao gồm cả vịt guồng của chi Tachyeres, còn các loài khác như mòng két Baikal nên được coi là khác biệt. Xem thêm bài cụ thể về các chi này để có thêm thông tin.

## Các chi

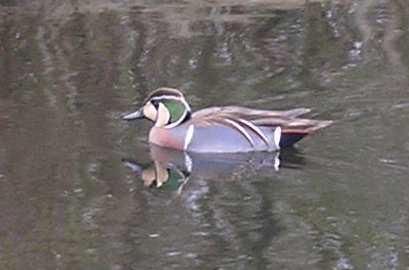
Mòng két Baikal.

Các chi sau đây (với một ngoại lệ) được đặt chắc chắn trong nhóm vịt mò:
Chi Amazonetta – địa vị chưa được giải quyết trọn vẹn, có thể nhất là vịt mò
Chi Anas – có lẽ cận ngành:
- Anas acuta: Vịt mốc
- Anas clypeata: Vịt mỏ thìa phương Bắc
- Anas discors: Mòng két cánh lam
- Anas falcata: Vịt lưỡi liềm
- Anas formosa: Mòng két Baikal hay vịt Baikal
- Anas penelope: Vịt trời mareca Á-Âu
- Anas platalea: Vịt mỏ thìa đỏ
- Anas platyrhynchos: vịt cổ xanh hay vịt mỏ vàng/vịt nước
- Anas querquedula: Mòng két mày trắng
- Anas rhynchotis: Vịt mỏ thìa Australasia
- Anas sibilatrix: Vịt trời Chilöe
- Anas smithii: Vịt mỏ thìa Cape
- Anas strepera: Vịt cánh trắng
- Anas versicolor: mòng két bạc

Chi Lophonetta - trước đây gộp trong chi Anas
Chi Speculanas - trước đây gộp trong chi Anas
3 chi và 4 loài đã biết của moa-nalo tuyệt chủng vào khoảng năm 1000. Trước đây chúng sinh sống trên quần đảo Hawaii và có tổ tiên là giống vịt mò mà có thể đồng thời cũng là tổ tiên gần của vịt cổ xanh:
- Chelychelynechen
- Thambetochen
- Ptaiochen

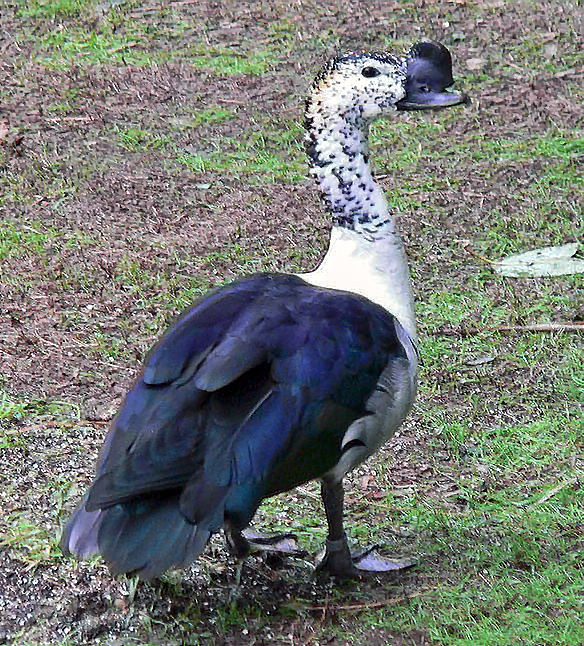
Vịt mồng (Sarkidiornis melanotos): Loài vịt mò đặt sai chỗ?

Các dấu tích cận hóa thạch của (các) loài vịt mò nhỏ, không bay đã được tìm thấy trên đảo Rota trong quần đảo Mariana. Chúng không thể gán vào một trong các chi đã biết, nhưng có lẽ gần gũi hơn cả là với Anas. Loài thủy điểu gần giống như vịt và kỳ dị nhất được tìm thấy trên đảo Kauaʻi (Hawaii). Do các đặc trưng phát sinh sau khi tách ra khỏi tổ tiên chung là độc đáo duy nhất của nó (nó dường như có các mắt nhỏ nằm cao và xa về phía sau ở trên đầu) nên vị trí của loài tương tự như vịt này vẫn chưa thể giải quyết; chỉ có vịt mò và ngỗng thật sự là đã biết với độ chắc chắn từng sinh sống trên quần đảo Hawaii.
Thường được đặt trong phân họ Anatinae là các chi mà mối quan hệ của chúng hiện nay vẫn/phải được coi là chưa chắc chắn:
- Chi Aix: chi Uyên ương – Có lẽ thuộc phân họ Tadorninae?
- Chi Cairina: Chi Ngan – có thể là cận ngành, với 1 loài trong phân họ Tadorninae còn loài kia gần với vịt lặn
- Chi Callonetta - Tadorninae?
- Chi Chenonetta - Tadorninae?
- Chi Pteronetta – Có thể thuộc về nhánh khác biệt cùng với Cyanochen
- Chi Nettapus – Một phần của dòng dõi Gondwana?

Ngược lại, các chi sau đây, thường được coi là thuộc về phân họ Tadorninae, có thể trên thực tế là các loài vịt mò:
- Chi Sarkidiornis
- Chi Tachyeres